# Асиметричен шифър
Асиметричният шифър, известен още като асиметрична криптосистема, е криптографска система, която използва двойки криптографски ключове – публични и частни. Публичните ключове се разпространяват и се използват за шифриране, докато частните трябва да са известни само на своите притежатели и се използват за дешифриране. Генерирането на ключовете става на базата на криптографски алгоритми, базирани на математически алгоритми за създаване на еднопосочни функции (хеш функции).
В система, използваща такова криптиране, всеки може да шифрира съобщение, използвайки публичния ключ на получателя, но декриптирането на това съобщение може да бъда направено само чрез частния ключ на получателя.

## История
През 70-те години на 20 век всички системи за шифроване използват симетричен шифър – най-простият пример за това е използването на парола. Паролата я знаят само изпращачът и получателят. При асиметричния шифър публичните ключове могат да се разпространяват свободно, докато само частните се пазят в тайна.
Днес асиметричното шифроване намира широко приложение в осигуряването на защита на интернет връзките, при електронните подписи, при криптовалутите и други.